# Šmarata
Šmarata este o localitate din comuna Loška dolina, Slovenia, cu o populație de 97 de locuitori.